# Kamuflaż Lampart
Lampart – polski wzór kamuflażu opracowywany dla Sił Zbrojnych Rzeczypospolitej Polskiej. Docelowo zastąpi umundurowanie we wzorze maskującym wz. 1993 Pantera.

## Historia
W 2015 roku Wojskowy Instytut Techniki Inżynieryjnej rozpoczął proces wprowadzania nowego kamuflażu dla Wojska Polskiego, który miałby zastąpić mundur bojowy wz.1993 Pantera w ramach projektu Tytan. W 2017 roku podczas targów MSPO prawa do lampartu zostały nabyte przez spółkę Maskpol SA, wchodzącą w skład Polskiej Grupy Zbrojeniowej. Ministerstwo Obrony Narodowej poinformowało we wrześniu 2022 roku o rozpoczęciu testów terenowych nowego wzoru kamuflażu, który ma zostać wdrożony w nowym systemie umundurowania bojowego i wyposażenia polowego. Testy prowadzono w 21. Brygadzie Strzelców Podhalańskich pod koniec 2023 roku. Testowali go także żołnierze 5. Batalionu Strzelców Podhalańskich z Przemyśla, a także żołnierze 18. Dywizji Zmechanizowanej, którym do testów przekazano lampart (KBT-01) i hełmy (HBT-02) .

## Wzór
Wzór składa się z ciemnozielonych, brązowych oraz czarnych plamek, które zostały nadrukowane na oliwkowym tle. Kamuflaż był wykorzystywany podczas misji zagranicznych, a także stworzono wersję pustynną, znaną jako Forest Panther – Desert Panther. Ten kamuflaż charakteryzuje się znacznie bardziej wyrazistym wyglądem w porównaniu do poprzednika, wzoru 93 Pantera. Początkowo zaprojektowano dwie wersje tego wzoru: jedną do użytku wiosną i latem, a drugą na jesień i zimę. Choć odcienie kolorów były dostosowywane do zmieniających się warunków sezonowych, oba wzory zachowały te same kształty oraz podstawową paletę barw: czarnego, brązowego, jasnego i ciemnego zielonego.